# 联兴
联兴（？—？），荊州駐防蒙古鑲藍旗人，是一名清朝政治人物。

## 生平
联兴曾于同治六年接替沈赓扬任龙岩州知州一职，同治十二年由翁学本接任。

## 延伸閱讀
- 编纂委员会. . 福建: 福建省地方志编纂委员会. 2001年.
- 《荊州駐防八旗志》，卷十選舉志進士：道光三十年庚戌科：聯興，蒙古鑲藍旗人，翰林院庶吉士，龍岩直隸州知州。舉人：道光二十九年己酉科：聯興.龍岩直隸州知州

| 官衔          | 官衔                                             | 官衔          |
| ------------- | ------------------------------------------------ | ------------- |
| 前任： 沈赓扬 | 龙岩州知州 同治六年－十二年 （1867－1873年）     | 繼任： 翁学本 |
| 前任： 翁学本 | 龙岩州知州 同治十三年－光緒五年 （1874－1879年） | 繼任： 郭紹唐 |
| 前任： 劉錫?  | 龙岩州知州 光緒五年－七年 （1879－1881年）       | 繼任： 傅文光 |